# Произход на олмекската култура
Културата на олмеките е пионерската от развитите индиански в Мезоамерика, а и въобще на американския материк.
Още с разкриването ѝ възниква теорията за нейния алтернативен, т.е. неавтохтонен, чужд произход. Антропологията приема тази теза за спекулативна и противоречащата на общовъзприетия научен консенсус за местния произход на индианските американски култури, и в частност за тази на олмеките. Въпреки това, алтернативната теория има много привърженици и поддръжници, особено и най-вече в средите на естествоизпитателите. Най-много са тези, които считат, че поне една индианска култура (олмекската) е била в някакъв немного ясен досег с чужда ѝ такава, която най-вероятно да е била от Стария свят. Тази спекулативна теория е сравнително добре позната от популярната култура, и въпреки научния отпор , намира подкрепа сред мнозина дори в някои научни среди. Един от изповядващите я е Тур Хейердал.

## Аргументи „срещу“ алтернативния произход
- Ако са били осъществявани евентуални доколумбови презокеански контакти, със сигурност след появяването на испанските конкистадори в Америка не би се стигнало до огромни индиански жертви в резултат от инфекциозни заболявания пренесени при колумбовия обмен. Индианците нямали имунитет, а при наличието на предходни контакти те би следвало да бъдат резистентни къмто болестите на стария свят – както са испанците. Това важно обстоятелство показва „херметическия“ живот на мезоамериканските индиански общества и култури;
- Липсващите „сигурни“ артефакти за доколумбов презокеански контакт и обмен и от двете страни на двата океана, включително в Европа, Азия и Африка. Известните дотогава такива не издържат сериозна критика и са със съмнителен произход, който по-скоро води на сензационния им характер.

## Хронология на културите и цивилизациите в Доколумбова Америка
Легенда:
Горната част на скалата (в сив цвят) съответства на северноамериканския ареал.

Средната част на скалата (топлите цветове) съответства на мезоамериканския ареал.

Долната част на скалата (студените цветове) съответства на южноамериканския ареал.